# Băița (Bihor)

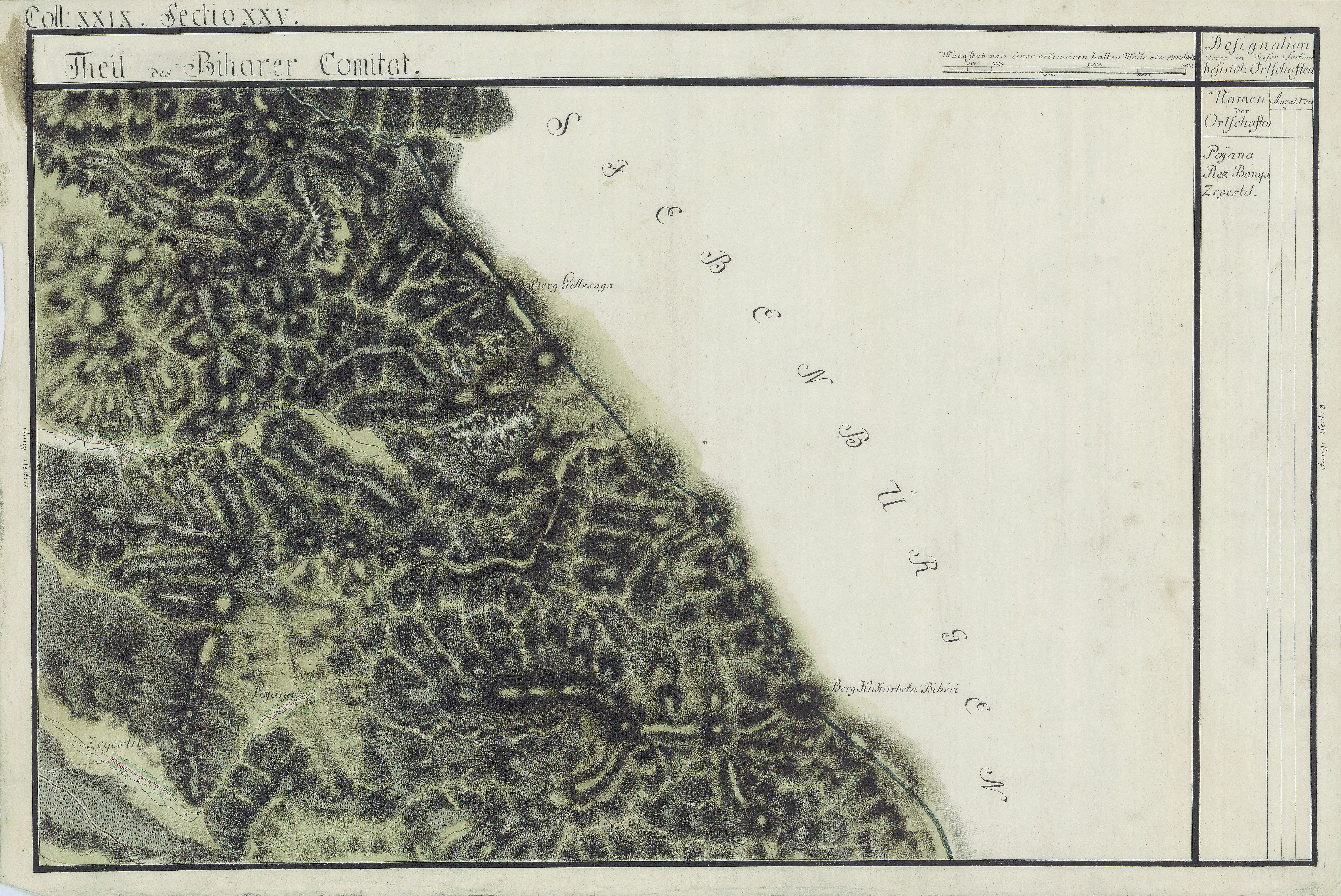
Josephinische Landesaufnahme von Băița als es Nucet noch nicht gab (1782–1785).

Băița (ung. Rézbánya) ist eine rumänische Bergbausiedlung in der Gemeinde Nucet im Kreis Bihor. Der Ort liegt unweit der Quelle der Crișul Negru und des Gipfels Cucurbăta Mare (1.849 m). 
Băița ist ein Dorf, das die Bergbautradition (wie z. B. von Uran, Bismut, Molybdän, Eisen, Silber, Kupfer und Gold) seit Jahrhunderten betreibt. 
Da die rumänischen Westkarpaten reich an Kalk sind, befinden sich in der Region zahlreiche Höhlen, und es existieren Marmor-Tagebaue.
Der ca. 30 – 40 km entfernt gelegene Padiș-Nationalpark im Bihor-Gebirge ist eine touristische Attraktion.

## Geschichte
Vor ca. 400 Jahren kamen deutsche Siedler als Bergbauarbeiter, die damals Silber-, Kupfer- und Golderz ausgebeuteten.
An diese Vergangenheit erinnert ein Schild an der katholischen Kirche, auf dem steht, dass die Kirche in Maria Theresias Zeit gegründet wurde. Es wurden viele Dokumente von den kommunistischen Behörden vernichtet.
In den 1950er Jahren wurde etwa 10 Jahre lang eine intensive Ausbeutung von Uran mit ca. 20.000 Bergleuten und 10.000 Soldaten betrieben, nach Statistiken wurden allein aus dem Bergbau Avram Iancu über 300.000 Tonnen Uranerz höchster Qualität an die Sowjetunion geliefert.
In dieser Zeit (etwa 1952) entstanden zwei neue Städte, nämlich die 2 km entfernte Stadt Nucet und Ștei, das sich etwa 15 km von Băița befindet. 
Heute befindet sich in Băița das einzige Atommüll-Endlager Rumäniens, das 1985 eröffnet wurde und das der Lagerung schwacher und mittelschwacher radioaktiver Abfälle dient.